# Paisatge físic-natural
Paisatge físic és un terme que s'utilitza constantment a les carreres de turisme i geografia. El paisatge per la geografia és l'efecte de la connexió dinàmica, en un tros d'espai, d'elements físics, naturals, biològics i humans que, en mutua interrelació, crea un conjunt homogeni i sobretot exclusiu.
Els distints paisatges que apareixen a la Terra són estudiats, analitzats i catalogats per la Geografia General. Els grups humans alteren el medi físic-natural, donant origen als paisatges geogràfics, conseqüència de la combinació dels elements físics-naturals amb els produïts per l'acció de dits grups humans.
La noció geogràfica de paisatge aludeix a un espai de terreny individualitzant pels seus components (elements) externs, mentre que la Regió sòl aplicar-se a sectors d'espai terrestre combinats, influènciats internament per ensambles econòmics i polítics de caràcter funcional, i que pot al·ludir a paisatges tan diversos com naturals, industrials, agrícoles, etc. Això no obstant, en Turisme podem sense problema considerar els sinònims de paisatge i regió, malgrat que científicament no sigui del tot correcte.
Abans, la geografia moderna, el paisatge només contenia elements naturals com per (els geògrafs alemanys) Alexander von Humboldt mentre que per Carl Ritter havia una relació mutua d'interdependència entre l'acció dels grups humans i el medi físic-natural, fundat pel primer autor de la Geografia General Física y a la Geografia General Humana el segon.
Actualment, el paisatge de la superfície terrestre són paisatges humanitzats (antròpics) en diferents nivells, a excepció dels de les altes cordilleres muntanyoses, de la tundra, dels deserts hiperàrids, de les selves tropicals i ecuatorials.